# AUMA Riester
Die AUMA Riester GmbH & Co. KG ist ein Hersteller von elektrischen Stellantrieben und Armaturengetrieben mit Sitz im badischen Müllheim im Markgräflerland. 2016 hatte er weltweit rund 2.600 Mitarbeiter. Die Abkürzung AUMA steht für Armaturen- und Maschinen-Antriebe.
AUMA ist Weltmarktführer im Segment elektrischer Stellantrieben und nimmt bei seinen Produkten einen Weltmarktanteil von über 20 % ein.

## Geschichte

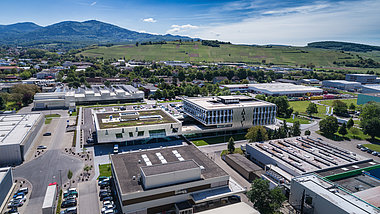
Hauptverwaltung Müllheim der AUMA Riester GmbH & Co. KG

1964 gründeten Werner Riester und Rudolf Dinse in einer Garage in Nellingen die AUMA Riester GmbH & Co. KG. Sieben Jahre später wurde im Rahmen der Expansion der Firmensitz nach Müllheim verlegt und 1973 bezogen. SA-Antriebe und GK-, GST-Getriebe werden seitdem dort produziert. 1974 wurde in den Niederlanden die erste Verkaufsgesellschaft außerhalb Deutschlands gegründet. Zwei Jahre später kam eine Tochterfirma in den USA dazu. Heute wird an diesem Standort auch produziert. Zwischenzeitlich hat das Unternehmen 19 weltweit verteilte Niederlassungen. 1986 begann AUMA damit die Steuerungen der Antriebe selbst zu produzieren. 1988 wurde am Hauptsitz das Werk durch Zukauf einer Fabrikhalle in der Nachbarschaft erweitert. 1991 wurde mit Übernahme der Getriebefabrik Coswig der Grundstein für die AUMA-Gruppe gelegt, dem im Jahr 2000 der Erwerb der SIPOS Aktorik GmbH in Altdorf bei Nürnberg folgen sollte sowie im Jahr 2006 jener der Haselhofer Feinmechanik GmbH in Villingen-Schwenningen. 2008 folge die Aufnahme der DREHMO GmbH in Wenden (Sauerland) in die AUMA-Gruppe.
2004 wurde in Müllheim durch Neubau einer Halle zur Bearbeitung der Gehäuse und Fertigung der Maschinenteile die Kapazität erweitert. Den beiden Firmengründern wurde 2008 in Müllheim das Bundesverdienstkreuz verliehen. Von 2001 bis 2017 erhöhte sich der Umsatz der AUMA-Gruppe von 139 auf 400 Millionen Euro.